# 100.000 dollari per Ringo
100.000 dollari per Ringo è un film del 1965 diretto da Alberto De Martino.
Pellicola del genere western all'italiana di produzione italo-spagnola.

## Trama
Lee Barton detto Ringo capita per caso in un villaggio di frontiera dove viene scambiato per Mr. Cluster, persona del luogo dispersa in guerra. In un primo momento approfitta dall'equivoco prestandosi al gioco, ma presto si trova a doversi confrontare con Tom Sherry, signorotto locale che usa gli indiani per cacciare possibili nuovi residenti.

## Distribuzione
Il film uscì nelle sale italiane nel novembre del 1965 ed in Spagna nel luglio del 1966..